# Midye tava

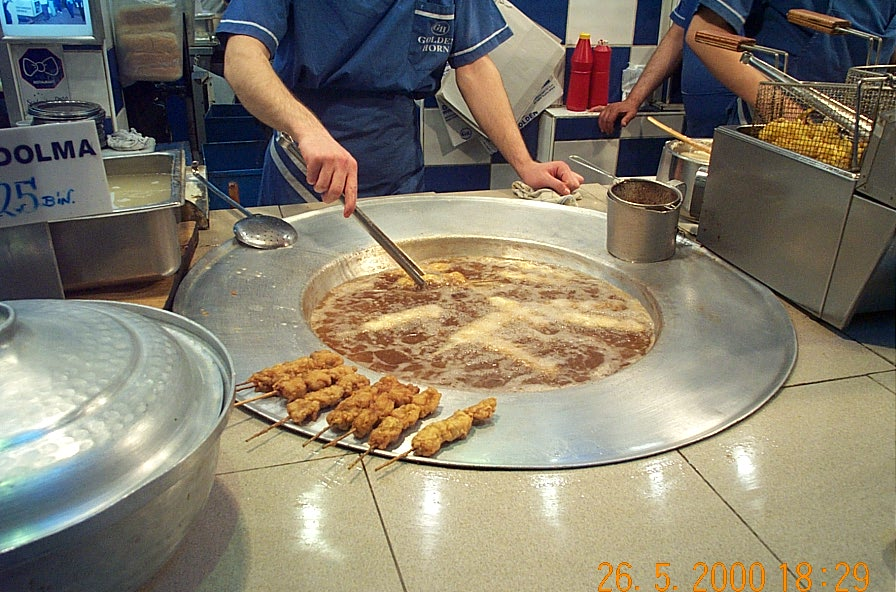
Preparació dels musclos a Beyoğlu, Istanbul.

Midye tava (en idioma turc) són musclos fregits a l'estil turc. Són diferents als moules de Bèlgica o França, ja que mentre aquests es couen en aigua, amb herbes aromatitzants, els midye tava es fregeixen. A la gastronomia turca es consideren un meze, o entrant, calent, i un típic acompanyament de la cervesa. També és un menjar de carrer.
Per la seva elaboració, els musclos són coberts amb farina, ou i cervesa i es fiquen en palets de fusta. Després es fregeixen en abundant oli vegetal. Es serveixen amb la seva salsa tradicional, anomenada "tarator " en turc. La salsa tarator es fa a base de molles de pa vell, iogurt, nous i all. (No confondre amb l'altre tarator).